# Leland Devon Melvin
Leland Devon Melvin (* 15. Februar 1964 in Lynchburg, Virginia) ist ein ehemaliger US-amerikanischer Astronaut und ehemaliger Profi im American Football.

## Ausbildung
Melvin schloss 1982 die High School ab und studierte anschließend Chemie. 1986 erhielt er von der University of Richmond einen Bachelor. Die University of Virginia verlieh ihm fünf Jahre später einen Master in Materialwissenschaften.
Ab 1989 arbeitete Melvin am Langley Research Center der NASA. Mit Glasfasersensoren forschte er an neuen Verfahren für die Werkstoffforschung. Nach fünf Jahren wurde er dem X-33-Programm zugeteilt.

## Astronautentätigkeit
Im Juni 1998 wurde Melvin als Astronautenanwärter von der NASA ausgewählt. Nach der zweijährigen Ausbildung zum Missionsspezialisten betreute er das Auswahlprogramm von Astronautenausbildern (Educator Astronaut Program).

### STS-122
Ab Sommer 2006 trainierte Melvin für seinen ersten Raumflug. Er gehörte der Besatzung der Shuttle-Mission STS-122 an, die die Mission im Februar 2008 durchführte. Hauptnutzlast war das europäische Raumlabor Columbus.

### STS-129
Melvin wurde im September 2008 für die Space-Shuttle-Mission STS-129 nominiert. Er startete am 16. November 2009 mit der Raumfähre Atlantis zu einem Kurzzeitaufenthalt zur Internationalen Raumstation (ISS).

### Bildungsprogramm der NASA
Ab 2010 war Melvin als Associate Administrator for Education für das Bildungsprogramm der NASA zuständig. Er hat die NASA im Februar 2014 verlassen.

## Werke
- Chasing Space – An Astronaut's Story of Grit, Grace, and Second Chances, Amistad, 2018, ISBN 978-0-06-249673-7.
- Chasing Space – Young Readers edition, Amistad, 2018, ISBN 978-0-06-266593-5.